# Tân Hưng (Bình Dương)
Tân Hưng is een xã van huyện Bến Cát, een huyện in de provincie Bình Dương.
Tân Hưng ligt in het oosten van het district en ligt in het noordoosten ten opzichte van thị trấn Mỹ Phước, de hoofdplaats van het district. In het oosten grenst Tân Hưng aan Phú Giáo. De afstand tot het centrum van Ho Chi Minhstad bedraagt ongeveer 55 kilometer.
De oppervlakte van Tân Hưng bedraagt ongeveer 33,01 km². Tân Hưng heeft 4603 inwoners.